# Gagrellula palnica
Gagrellula palnica is een hooiwagen uit de familie Sclerosomatidae.